# Der Unsichtbare

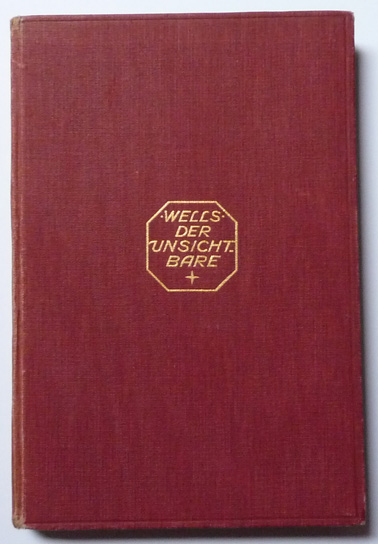
Deutsche Erstausgabe, Hoffmann, Stuttgart 1911

Der Unsichtbare (Originaltitel: The Invisible Man) ist ein Roman des britischen Schriftstellers H. G. Wells aus dem Jahr 1897. Er gehört zum Genre der von Wells so getauften scientific romances, einer frühen Form der modernen Science-Fiction.

## Handlung
Der Wissenschaftler Griffin entdeckt eine chemische Formel, mit der man weiße Gegenstände unsichtbar machen kann. Beim Selbstversuch muss er jedoch feststellen, dass sich der Effekt nicht wieder rückgängig machen lässt. Er flieht aufs Land und kann sich fortan nur noch in Verbände gehüllt außer Haus wagen, was entsprechendes Aufsehen erregt. Es kommt zum moralischen Verfall. Griffin nutzt seine Unsichtbarkeit zum Diebstahl, zur Brandstiftung und wird schließlich zum Mörder. Die Geschichte endet mit Griffins wahnhafter Schilderung seiner Weltherrschaftspläne und seinem Tod durch eine wütende Menge. Nach dem Tod wird sein Leichnam langsam wieder sichtbar.

## Verfilmungen und Comic
Es gibt verschiedene mehr oder weniger direkte Adaptionen von Der Unsichtbare. 
- Das Buch wurde erstmals 1933 von James Whale verfilmt: siehe Der Unsichtbare (1933).
- In Der unsichtbare Agent (1942), einer Spionagekomödie, spielt Jon Hall Frank Raymond, den Enkel von Jack Griffin.
- Eine russische Verfilmung von Mosfilm: Der unsichtbare Mensch (1984) von Alexander Sacharow mit Andrej Charitonow als Griffin.
- Der Film Jagd auf einen Unsichtbaren (1992, basierend auf dem gleichnamigen Roman von Harry F. Saint, Originaltitel Memoirs of an Invisible Man) verulkt die Idee des Romans; durch austretende Strahlung wird der Yuppie Nick Halloway (Chevy Chase) unsichtbar und hat mit allerlei Alltagsproblemen, einem ihn jagenden Geheimdienst und einem durch die Unsichtbarkeit verkomplizierten Liebesleben zu kämpfen.
- Auch der Effektschocker Hollow Man – Unsichtbare Gefahr (2000) greift die Grundidee des Romans auf, hier wird das Mittel, das Unsichtbarkeit verleiht, allerdings erst nach einer Reihe von Tierversuchen  von Wissenschaftler Sebastian Caine (Kevin Bacon) benutzt.
- Ebenso diente der Roman als Vorlage für mehrere Fernsehserien (zuerst 1958, die letzte aus dem Jahr 2000) (siehe: Der Unsichtbare und Invisible Man – Der Unsichtbare).
- In der US-amerikanischen Comicreihe The League of Extraordinary Gentlemen tritt der Unsichtbare unter dem Namen Hawley Griffin auf, in der gleichnamigen Verfilmung Die Liga der außergewöhnlichen Gentlemen wurde er in Rodney Skinner (gespielt von Tony Curran) umbenannt; auch war er hier nicht der Erfinder der Formel, sondern ein Dieb, der diese gestohlen hatte.
- Eine moderne Adaption des Buchs, Der Unsichtbare, inszeniert von Leigh Whannell, kam am 27. Februar 2020 in die deutschen Kinos.

## Hörspiele
- 2017: Der Unsichtbare. Regie: Marc Gruppe. Titania Medien. ISBN 978-3-7857-5448-1.
- 2019: Der Unsichtbare. Regie: Oliver Döring. Imaga/Maritim. ISBN 978-3-9462-0753-5.[1]

## Ausgaben
- H. G. Wells: Der Unsichtbare. Roman (Originaltitel: The Invisible Man). Deutsch von Jan Enseling mit einem Vorwort von Prof. Tom Shippey und Illustrationen von Hauke Kock. Mantikore-Verlag, Frankfurt am Main 2018, ISBN 3-961-88003-4.
- H. G. Wells: Der Unsichtbare Mann. Roman. Deutsch von Ailin Konrad. Nikol Verlag, Hamburg 2017, ISBN 978-3-86820-392-9.
- H. G. Wells: Der Unsichtbare. Roman. Deutsch von Brigitte Reiffenstein und Alfred Winternitz. dtv, München 2004, 224 S., ISBN 3-423-13175-6.
- H. G. Wells: Der Unsichtbare. Roman (= detebe. Band 67/I). Deutsch von Alfred Winternitz und Claudia Schmölders. Diogenes Verlag, Zürich 1974, ISBN 3-257-20129-X.